# Gertie Jaquet
Gertie Jaquet (Egmond aan Zee, 28 november 1958) is een Nederlands illustratrice.

## Levensloop

### Jeugd en opleiding
Gertie werd geboren in Egmond aan Zee. Als van kinds af aan was ze veel bezig met tekenen. Na haar middelbare school bezocht ze de Gerrit Rietveld Academie in Amsterdam.

### Loopbaan
Jaquet begon in 1983 met het illustreren van kinderboeken. Aanvankelijk schreef ze zelf prentenboeken maar later ging ze ook werken met schrijvers. Zo maakte zij de illustraties van de boekenserie Haas van Annemarie Bon. Ook werkt ze veel samen met haar collega's Georgien Overwater, Ineke Goes en Lars Deltrap. Naast haar werk als illustratrice ze ook werkzaam als keramiste en maakt ze stempels.

## Boekenselectie
- (1991) Ooms tantes en de hele club
- (1998) Linde pest terug
- (1999) De goochelaar
- (1999) Hoera, Ik Vlieg!
- (1999) Sarah, lang en gelukkig
- (2001) Een Dagje Uit, Een Weekje Weg
- (2002) He, wat gek, een fietsenrek
- (2002) Haas weet van niks
- (2003) Rood, wit, blauw en oranje
- (2003) De lucht in
- (2003) Mee met Sint
- (2004) Het muziekboek voor kinderen
- (2005) Het regent, het regent
- (2005) Ga Zelf!
- (2005) De fiets
- (2006) Bonzo past op het huis
- (2008) Beer en bever
- (2009) Een dure vergissing
- (2009) Pas op, vuur!
- (2009) Het Snoepprinsesje
- (2010) Het grote boek van Haas
- (2010) Kom je spelen?
- (2011) Flamenkita
- (2011) Het pyjamaprinsesje
- (2011) En de groeten van Haas
- (2011) Haas krijgt bezoek
- (2012) Haas wil worteltjestaart
- (2013) Haas is op kip
- (2013) Haas wint een beer
- (2013) Een jaar lang feest met Haas
- (2014) Hiep hiep Haas!
- (2015) Haas in de stad
- (2015) Een eiland met palmen
- (2016) Dat gaat naar Den Bosch toe
- (2016) Kermis in de straat
- (2016) Groeten van Terschelling
- (2016) Ben wil een vis
- (2016) Bang voor de buurvrouw
- (2016) Haas is hip
- (2017) Stempelen
- (2017) Wilde dieren van de savanne